# Esaias Tegnér (1843–1928)
Esaias Henrik Vilhelm Tegnér (ur. 13 stycznia 1843 w Källstorp w Malmöhus, zm. 21 listopada 1928 w Lund) – szwedzki filolog i językoznawca.
Jako jeden z pierwszych językoznawców rozgraniczył interwencje preskryptywne od lingwistyki opisowej. Zajmował się m.in. badaniem spółgłosek palatalnych w językach indoirańskich. W latach 1879–1908 był profesorem języków orientalnych w Lund, gdzie zajmował się językami afrykańskimi i semickimi.
W 1882 roku został mianowany członkiem Akademii Szwedzkiej, gdzie poświęcił się redagowaniu słownika szwedzkiego (1913–1919) i kodyfikowaniu ówczesnej reformy języka.
Wnuk poety Esaiasa Tegnéra.